# Provincia di Zamboanga del Sur
Zamboanga del Sur è una provincia delle Filippine meridionali. Fa parte della regione della Penisola di Zamboanga, nella parte occidentale dell'isola di Mindanao.
Il capoluogo della provincia è la città di Pagadian.

## Geografia fisica
La provincia di Zamboanga del Sur occupa la parte meridionale del primo tratto della Penisola di Zamboanga che si estende, a partire da Mindanao nord-occidentale, tra il mare di Sulu e il golfo di Moro.
Ad est confina con il Lanao del Norte quindi per un piccolo tratto a nord-est si affaccia sulla baia di Iligan poi comincia il confine con il Misamis Occidental ma la maggior parte del confine nord è con lo Zamboanga del Norte. Infine ad ovest confina con lo Zamboanga Sibugay e a sud è delimitato dal golfo di Moro sul mare di Celebes.

## Geografia antropica

### Suddivisioni amministrative
La provincia di Zamboanga del Sur comprende una città indipendente, una città componente e 26 municipalità.

#### Città indipendente
- Zamboanga

#### Città componente
- Pagadian

#### Municipalità
| - Aurora - Bayog - Dimataling - Dinas - Dumalinao - Dumingag - Guipos - Josefina - Kumalarang - Labangan - Lakewood - Lapuyan - Mahayag | - Margosatubig - Midsalip - Molave - Pitogo - Ramon Magsaysay - San Miguel - San Pablo - Sominot - Tabina - Tambulig - Tigbao - Tukuran - Vincenzo A. Sagun |

## Storia
Dal 1952 è un'entità a sé, derivata dal frazionamento dell'originaria provincia di Zamboanga.
Nel febbraio 2001 si è separata tutta la parte occidentale formando la nuova provincia di Zamboanga Sibugay.

## Economia
La provincia ha un'economia basata essenzialmente sull'agricoltura, che produce caffè, palma da cocco, riso, manioca, cacao e mais. Buona anche l'attività estrattiva; dal sottosuolo si ricavano, tra gli altri, rame e carbone. Importanti anche la pesca e l'artigianato legato soprattutto alla lavorazione del legno.